# Neanias amplus
Neanias amplus är en insektsart som beskrevs av Andrej Vasiljevitj Gorochov 2008. Neanias amplus ingår i släktet Neanias och familjen Gryllacrididae. Inga underarter finns listade i Catalogue of Life.